# Zaglossus ramsayi
Zaglossus ramsayi és una espècie d'equidna prehistòric que visqué en allò que avui en dia és Nova Gal·les del Sud i Austràlia Meridional durant el Plistocè mitjà. Mesurava uns 75 cm de llargada i s'extingí fa aproximadament 50.000 anys. Tenia un aspecte similar al de l'equidna de musell llarg occidental d'avui en dia, però era més gran.